# Lista över Greklands statsöverhuvuden
Greklands president (formellt: Hellenska republikens president) är sedan 1975 landets statschef. 
Presidenten väljs av det Hellenska parlamentet och dennes mandatperiod är 5 år lång, med ett möjligt omval. Presidentens roll är mestadels formell och symbolisk och det är Greklands premiärminister, som utnämns av presidenten beroende av mandatfördelning och koalitionsstöd i parlamentet, som är den verklige makthavaren.
Grekland blev en republik 1973/1974 efter att monarkin avskaffades i två folkomröstningar. Greklands nu gällande grundlag promulgerades den 11 juni 1975 och den fastställer att landet är en parlamentarisk republik.

## Presidentämbetet från 1975

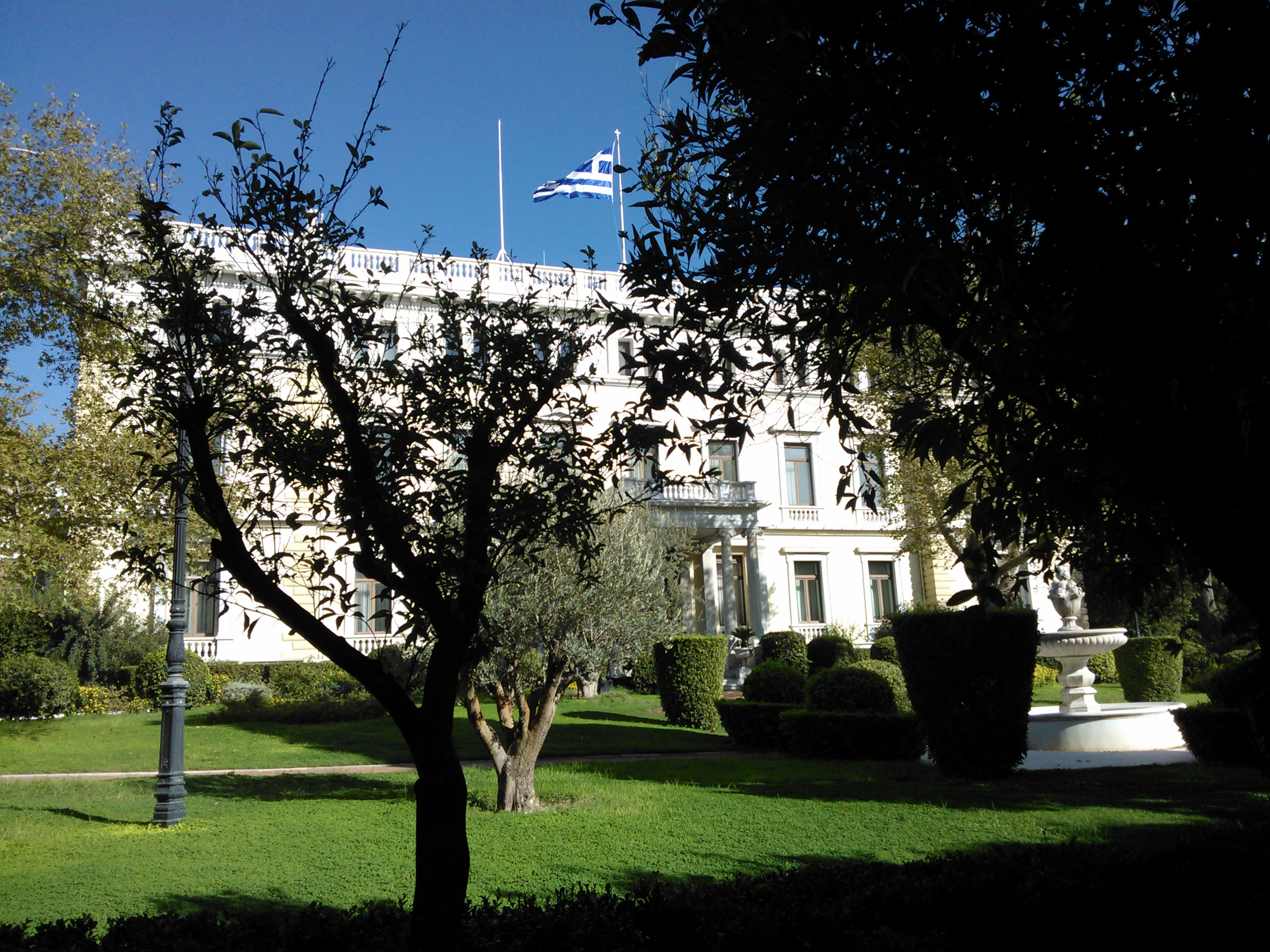
Presidentpalatset i Aten, 2012. Byggnaden uppfördes på 1890-talet som kungligt residens för det dåvarande kronprinsparet.

Greklands president är inte folkvald, utan väljs av det Hellenska parlamentet på en mandatperiod på fem år med möjlighet till ett omval. För att vara valbar måste en kandidat vara grekisk medborgare sedan minst 5 år, 40 år fyllda samt vara av grekisk härstamning på sin fars eller mors sida.
Omröstningen för en ny president påbörjas minst en månad innan den nuvarande innehavarens mandatperiod tar slut. I den första omröstningen krävs det 2/3 av samtliga ledamöters röst för att bli vald. Om ingen väljs med sådan kvalificerad majoritet upprepas samma omröstning fem dagar senare. I den tredje omröstningen krävs 3/5 av parlamentets ledamöters röst för att bli vald. Om ingen väljs i den tredje omgången genomförs en fjärde röstomgång där det enbart krävs en majoritet av parlamentets ledamöters röst för att bli vald. Om ingen väljs i den fjärde omgången kommer det att hållas en femte omgång mellan de två kandidater med flest röster. Om resultatet blir oavgjort så vinner den som fick flest röster i den första omröstningen.
Presidenten utser Greklands premiärminister, undertecknar lagar, är högste befälhavare över Greklands väpnade styrkor samt är hög fördragsslutande part för Grekland i traktat.

## Lista över Greklands statsöverhuvuden sedan 1828

### Republik (1828–1832)
- 1828–1831: Ioannis Kapodistrias (mördad)
- 1831–1832: Augustinos Kapodistrias

### Monarki 1832–1923

#### HusetWittelsbach(1832–1862)

Greklands statsvapen 1832-1863.

| Namn | Namn               | Regeringstid    | Regeringstid    | Gemål  | Gemål |
| ---- | ------------------ | --------------- | --------------- | ------ | ----- |
|      | Otto I (1815-1867) | 6 februari 1833 | 23 oktober 1862 | Amalia |       |

#### HusetOldenburg-Sönderborg-Glücksburg(1863–1924)
| Namn | Namn                     | Regeringstid      | Regeringstid                        | Gemål         | Gemål |
| ---- | ------------------------ | ----------------- | ----------------------------------- | ------------- | ----- |
|      | Georg I (1845-1913)      | 30 mars 1863      | 18 mars 1913 (mördard)              | Olga          |       |
|      | Konstantin I (1868–1923) | 18 mars 1913      | 11 juni 1917 (abdikerade)           | Sofia         |       |
|      | Alexander I (1893–1920)  | 11 juni 1917      | 25 oktober 1920                     | Aspasia Manos |       |
|      | Konstantin I (1868–1923) | 19 december 1920  | 27 september 1922 (abdikerade igen) | Sofia         |       |
|      | Georg II (1890-1947)     | 27 september 1922 | 25 mars 1924 (avsatt)               | -             |       |

### Republik 1924–1935
- 1924–1926: Pavlos Kountouriotis
- 1926: Theodoros Pangalos
- 1926–1929: Pavlos Kountouriotis
- 1929: Pavlos Kountouriotis
- 1929–1935: Alexandros Zaimis

### Monarki 1935–1973

#### HusetOldenburg-Sönderborg-Glücksburg1935–1973

Greklands statsvapen 1863-1924 samt 1935-1973.

| Namn | Namn                      | Regeringstid    | Regeringstid                    | Gemål      | Gemål |
| ---- | ------------------------- | --------------- | ------------------------------- | ---------- | ----- |
|      | Georg II (1890-1947)      | 3 november 1935 | 1 april 1947 (i exil 1941–1946) | -          |       |
|      | Paul I (1901-1964)        | 1 april 1947    | 6 mars 1964                     | Frederika  |       |
|      | Konstantin II (1940-2023) | 6 mars 1964     | 1 juni 1973 (i exil från 1967)  | Anne-Marie |       |

#### Riksföreståndare undermilitärjuntan 1967–1974
- 1967–1972: Georgios Zoitakis
- 1972–1973: Georgios Papadopoulos
- 1973–1974: Phaedon Gizikis

Den 1 juni 1973 kungjorde riksföreståndaren Georgios Papadopoulos att monarkin avskaffats och utropade sig själv som Republikens president. En riggad folkomröstning om monarkins avskaffande hölls den 29 juli 1973 som bekräftade bytet av statsskick och en ny grundlag infördes. 
Brigadgeneral Dimitrios Ioannidis genomförde en kupp och störtade Papadopoulos den 25 november 1973. Republiken och dess institutioner behölls, men var blott en fasad för juntan. Generallöjtnant Phaedon Gizikis utsågs till president, men makten kvarstod hos Dimitrios Ioannidis, som var den som verkligen styrde.

## Lista över Greklands preidenter från 1974 och till dags dato
Den tredje grekiska republiken (grekiska: Γʹ Ελληνική Δημοκρατία) bildades 1974 efter att militärjuntan som styrt landet sedan 1967 föll.
Efter att juntan föll i augusti 1974 tog Konstantinos Karamanlis över styret så förklarades militärjuntans grundlagsändringar som ogiltiga och en ny folkomröstning om monarkin hölls den 8 december 1974, som även denna gång bekräftade samma resultat. Gizikis fortsatte som interrimspresident. Efter folkomröstningen efterträddes han av Michail Stasinopoulos som landets förste valde president.

Greklands statsvapen sedan 1975.

|  | Michail Stasinopoulos (1903-2002)                                                  | 18 december 1974 | 19 juli 1975 | Ny demokrati | [ 3 ]  |
|  | Konstantinos Tsatsos (1899-1987)                                                   | 19 juli 1975     | 10 maj 1980  | Ny demokrati | [ 4 ]  |
|  | Konstantinos Karamanlis (1907-1998)                                                | 10 maj 1980      | 10 mars 1985 | Ny demokrati | [ 5 ]  |
|  | Ioannis Alevras (1912-1995) Tillförordnad president Talman i Hellenska parlamentet | 10 mars 1985     | 30 mars 1985 | PASOK        |        |
|  | Christos Sartzetakis (1929-2022)                                                   | 30 mars 1985     | 4 maj 1990   | partilös     | [ 6 ]  |
|  | Konstantinos Karamanlis (1907-1998)                                                | 5 maj 1990       | 10 mars 1995 | Ny demokrati | [ 5 ]  |
|  | Konstantinos Stefanopoulos (1926–2016)                                             | 10 mars 1995     | 12 mars 2005 | partilös     | [ 7 ]  |
|  | Karolos Papoulias (1929-2021)                                                      | 12 mars 2005     | 13 mars 2015 | PASOK        | [ 8 ]  |
|  | Prokopios Pavlopoulos (1950-)                                                      | 13 mars 2015     | 13 mars 2020 | Ny demokrati | [ 9 ]  |
|  | Katerina Sakellaropoulou (1956-)                                                   | 13 mars 2020     | 13 mars 2025 | partilös     | [ 10 ] |
|  | Konstantinos Tasoulas (1959-)                                                      | 13 mars 2025     | sittande     | Ny demokrati |        |